# Мемориальный комплекс (Стоневичи)
Мемориальный комплекс «Стоневичи» — мемориальный комплекс у деревни Стоневичи (Ивьевского района, Гродненская область, Беларусь).

## История
Первая акция нацистов по уничтожению евреев Плюща[уточнить] была проведена 2 августа 1941 года. Немцы с помощью полиции собрали евреев в возрасте от 20 до 60 лет, всего 220 человек, которые были вывезены в деревню Стоневичи, в 2 км от Ивье, и расстреляны. Остальных евреев согнали в гетто, в которое к маю 1942 г. было переселено около 3000 человек — все еврейское население Ивьевского района.
12 мая 1942 года большая часть еврейского населения Ивьевского гетто была уничтожена в урочище близ д. Стоневичи. Для организации и осуществления этого массового убийства в Ивье из Лиды был прислан отряд гестапо. Узников гетто собрали на базарной площади на основании проверки паспортного режима. Перед ними появился немецкий офицер и сообщил, что все они будут наказаны за какую-то «кражу оружия». После этого евреев стали группами выводить на улицу возле церкви, где они разделились на две группы. Трудоспособных евреев отделили, а остальных немцы и полиция погнали, избивая, в лес под Стоневичи, где их ждали вырытые могилы. Пленных убивали группами по 10-15 человек, а детей живыми бросали в яму. Могилы были засыпаны хлорной известью и землей. Всего в тот день было убито 2304 человека.

## Памятник
В 1957 году на братских могилах узников гетто была установлена стела. А в 1987 году был создан мемориальный комплекс, состоящий из двух могил и стены плача. На стене высечены слова поэта Арона Вергелиса: «В мёртвом лесу, упираясь взором, стоят плачущие камни» .

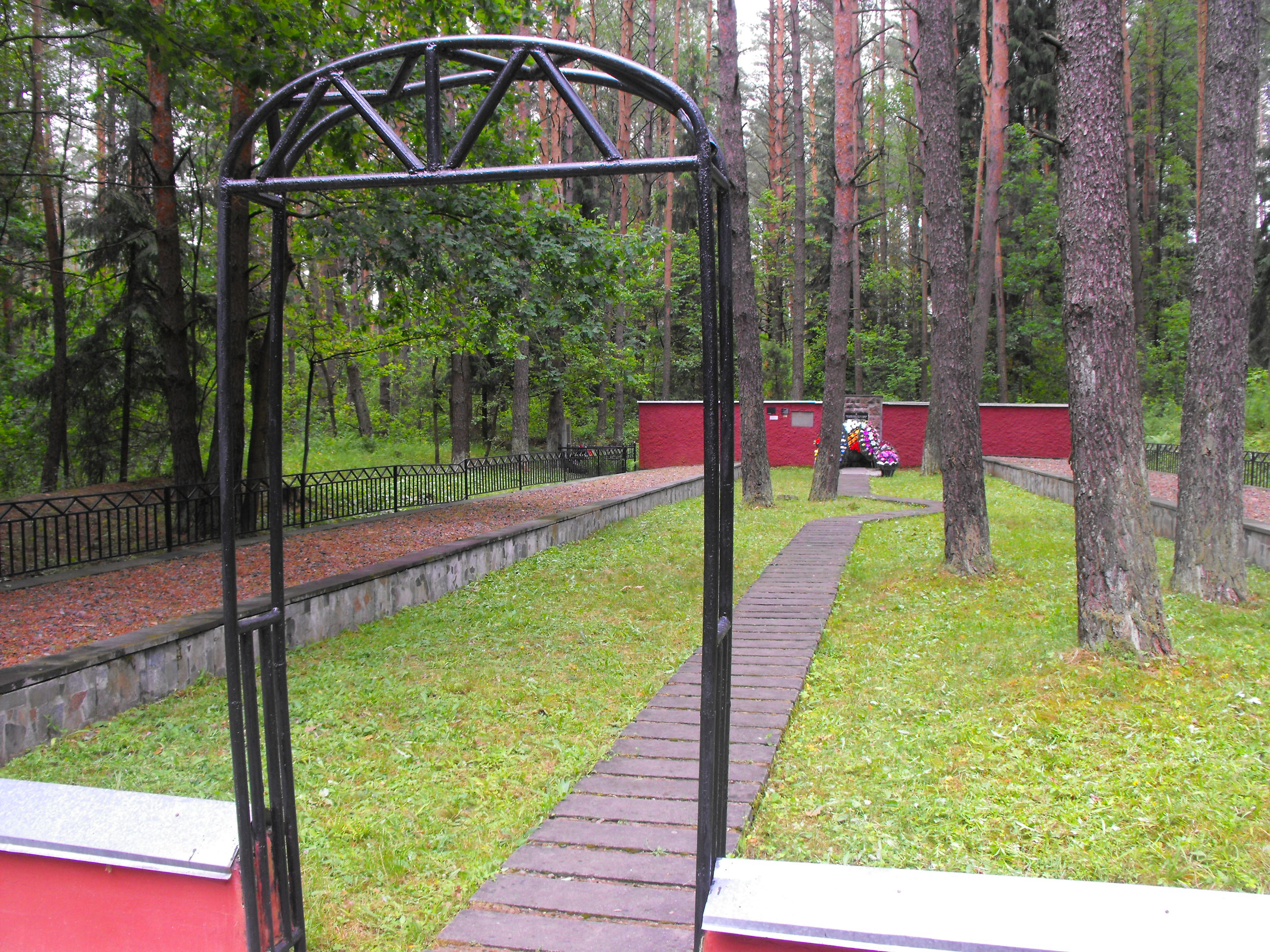
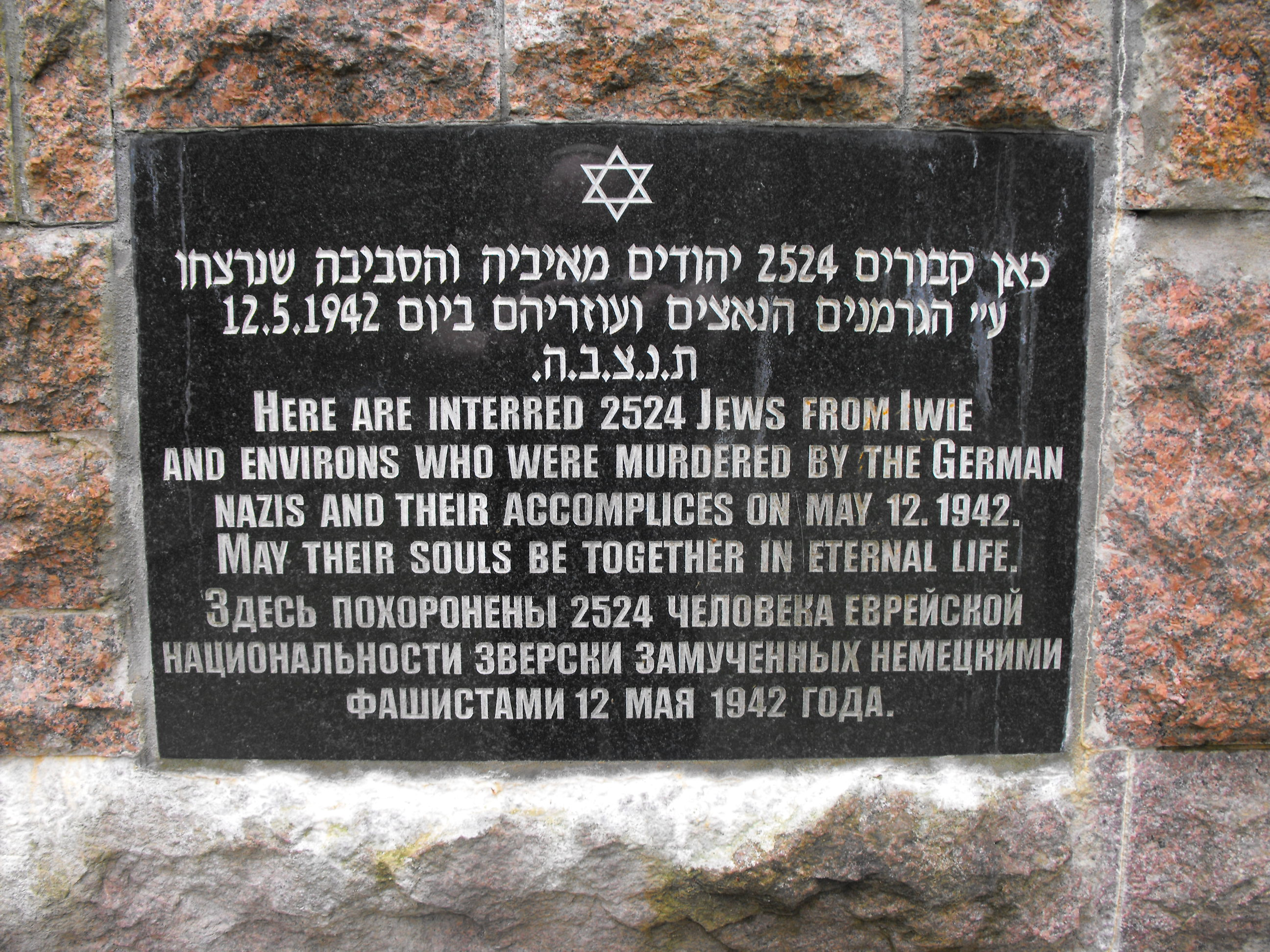
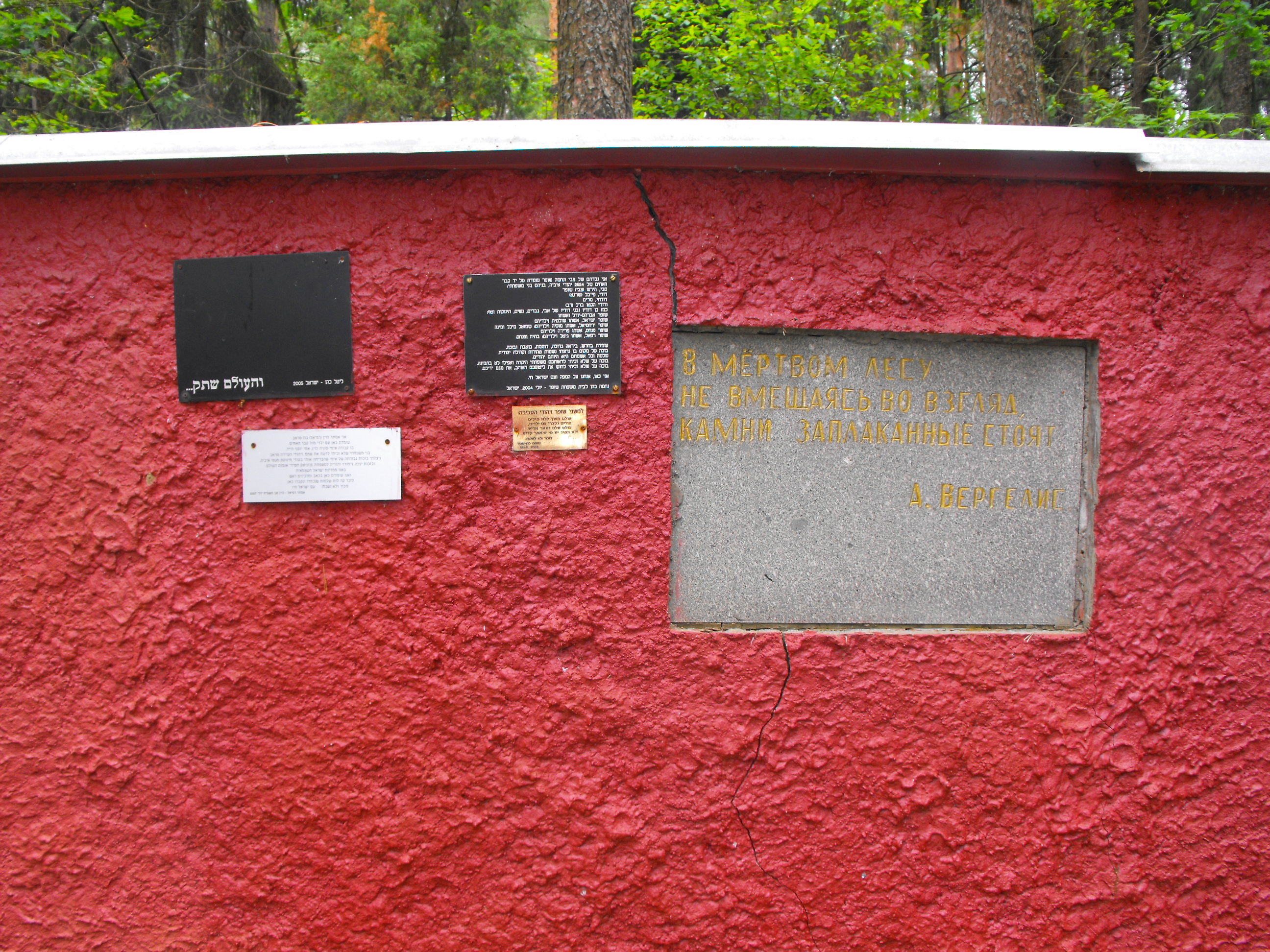
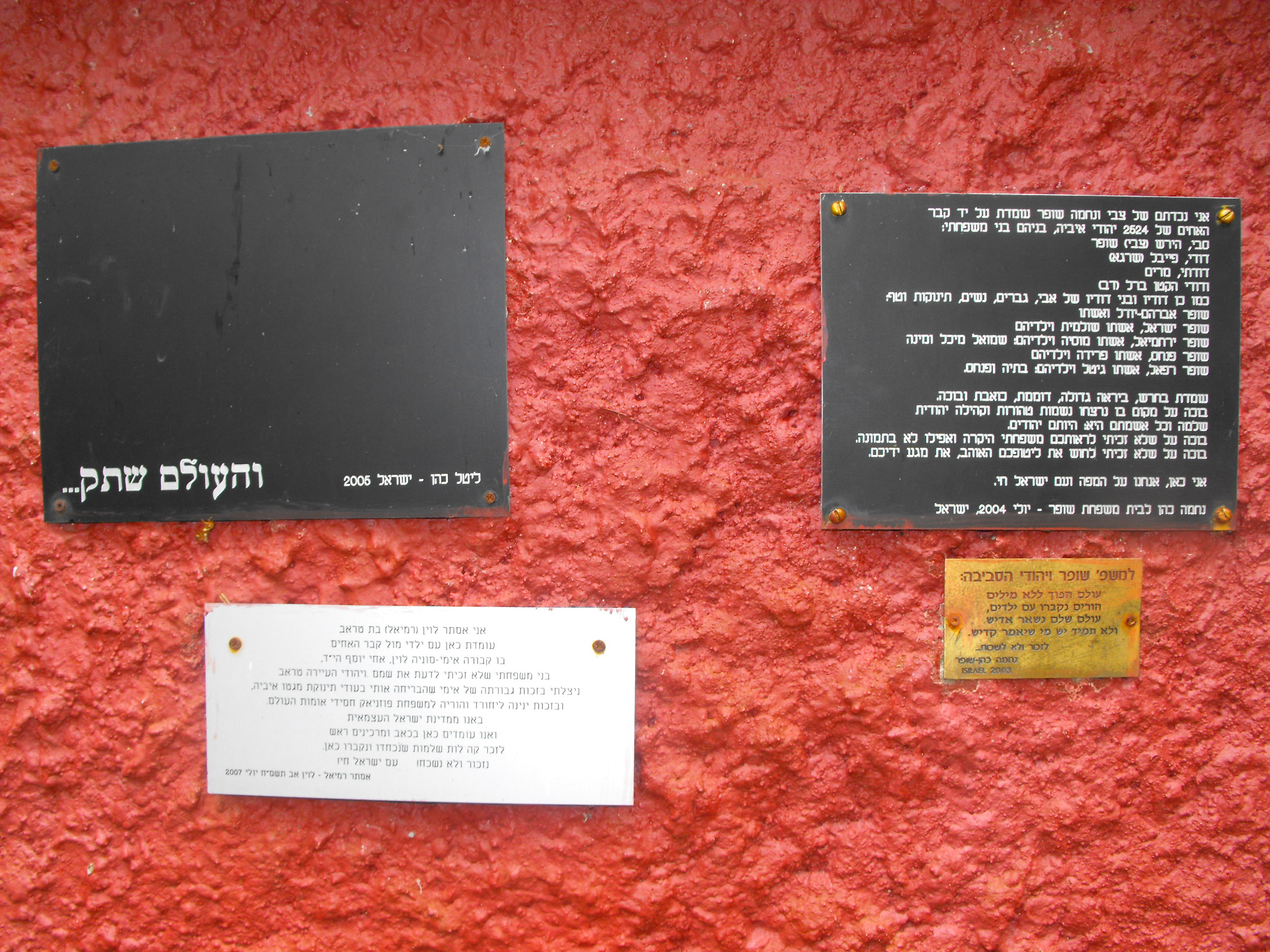
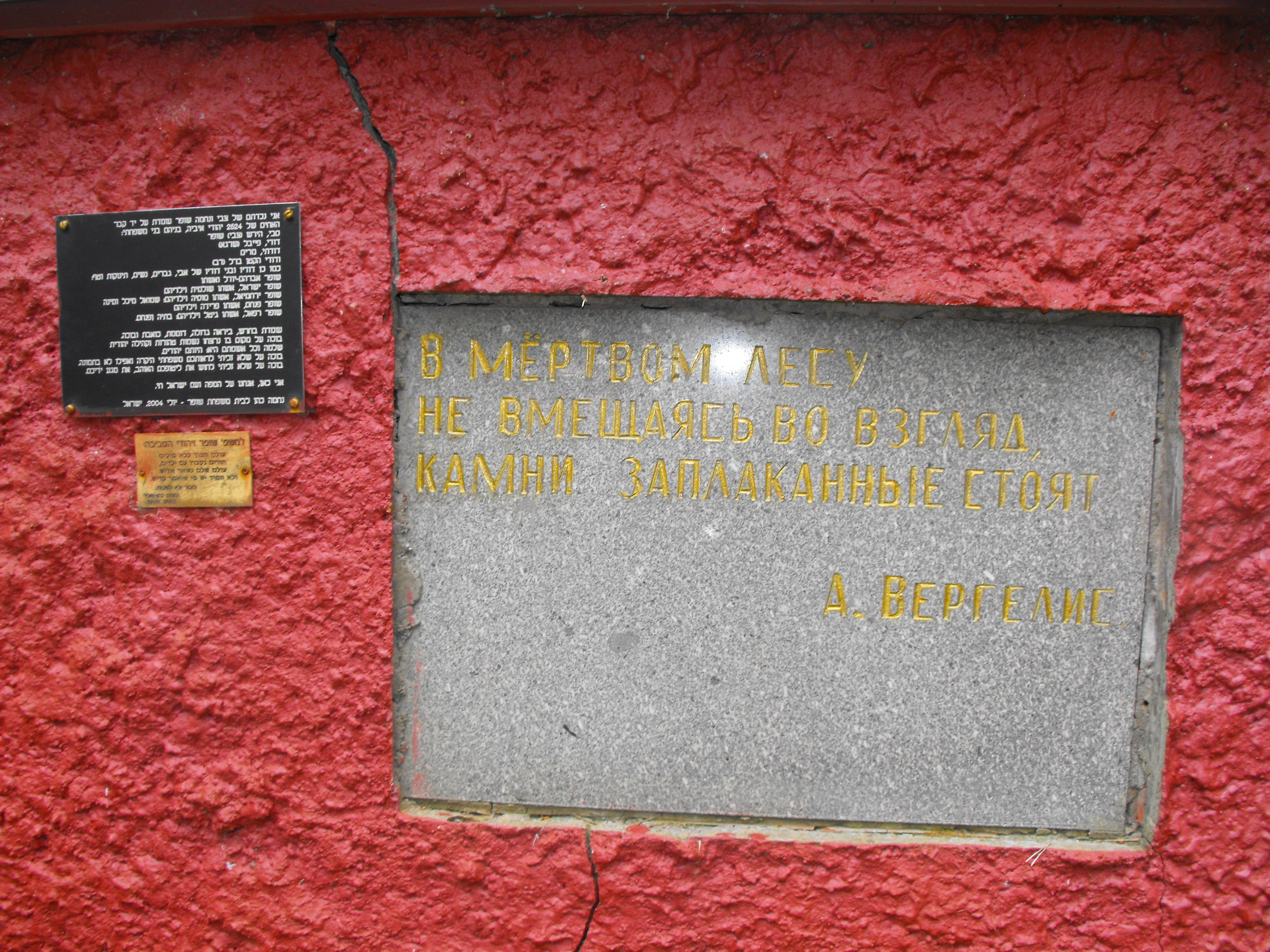